# 프로젝트 기반 학습
프로젝트 기반 학습(Project-Based Learning)은 문제해결학습의 일종으로 팀을 구성하여 문제를 발견, 대안 제시, 정책 실행, 결과 분석 등의 단계를 통해 문제해결능력을 향상시키는 학습 방법이다.

## 같이 보기
- 문제 기반 학습